# Khonsa
Khonsa là một thị trấn thống kê (census town) của quận Tirap thuộc bang Arunachal Pradesh, Ấn Độ.

## Địa lý
Khonsa có vị trí 27°01′B 95°34′Đ / 27,02°B 95,57°Đ Nó có độ cao trung bình là 1215 mét (3986 feet).

## Nhân khẩu
Theo điều tra dân số năm 2001 của Ấn Độ, Khonsa có dân số 9229 người. Phái nam chiếm 56% tổng số dân và phái nữ chiếm 44%. Khonsa có tỷ lệ 74% biết đọc biết viết, cao hơn tỷ lệ trung bình toàn quốc là 59,5%: tỷ lệ cho phái nam là 80%, và tỷ lệ cho phái nữ là 65%. Tại Khonsa, 15% dân số nhỏ hơn 6 tuổi.